# Place des Ternes
Der Place des Ternes ist ein öffentlicher Platz im 8. und 17. Arrondissement in Paris.

## Lage
Der Platz liegt an der Straßenkreuzung Avenue de Wagram, Boulevard de Courcelles, Rue du Faubourg Saint-Honoré und Avenue des Ternes, in der Nähe der Place de l’Étoile.
Der Platz kann mit der Metro über folgende Station erreicht werden:
- Ternes ; der Zugang liegt auf dem Platz.

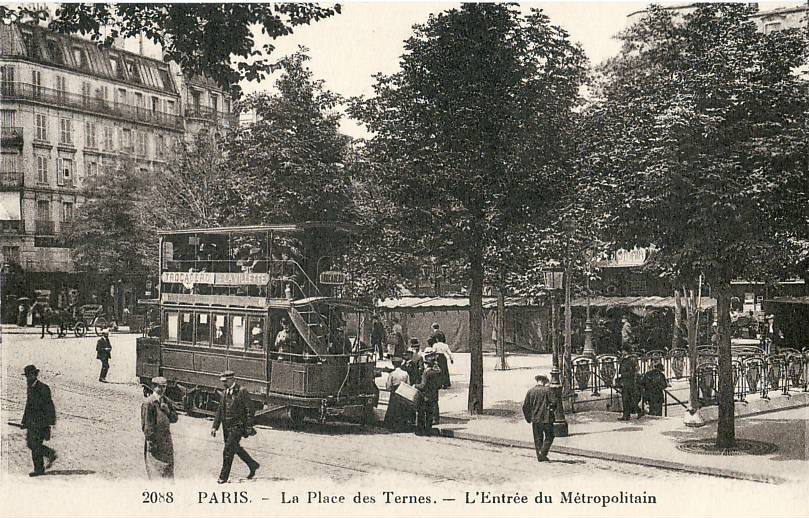
Anfang 20. Jahrhundert wurde der Platz von der Tramway d'Île-de-France der CGO bedient. Man erkennt gut den Édicule Guimard.
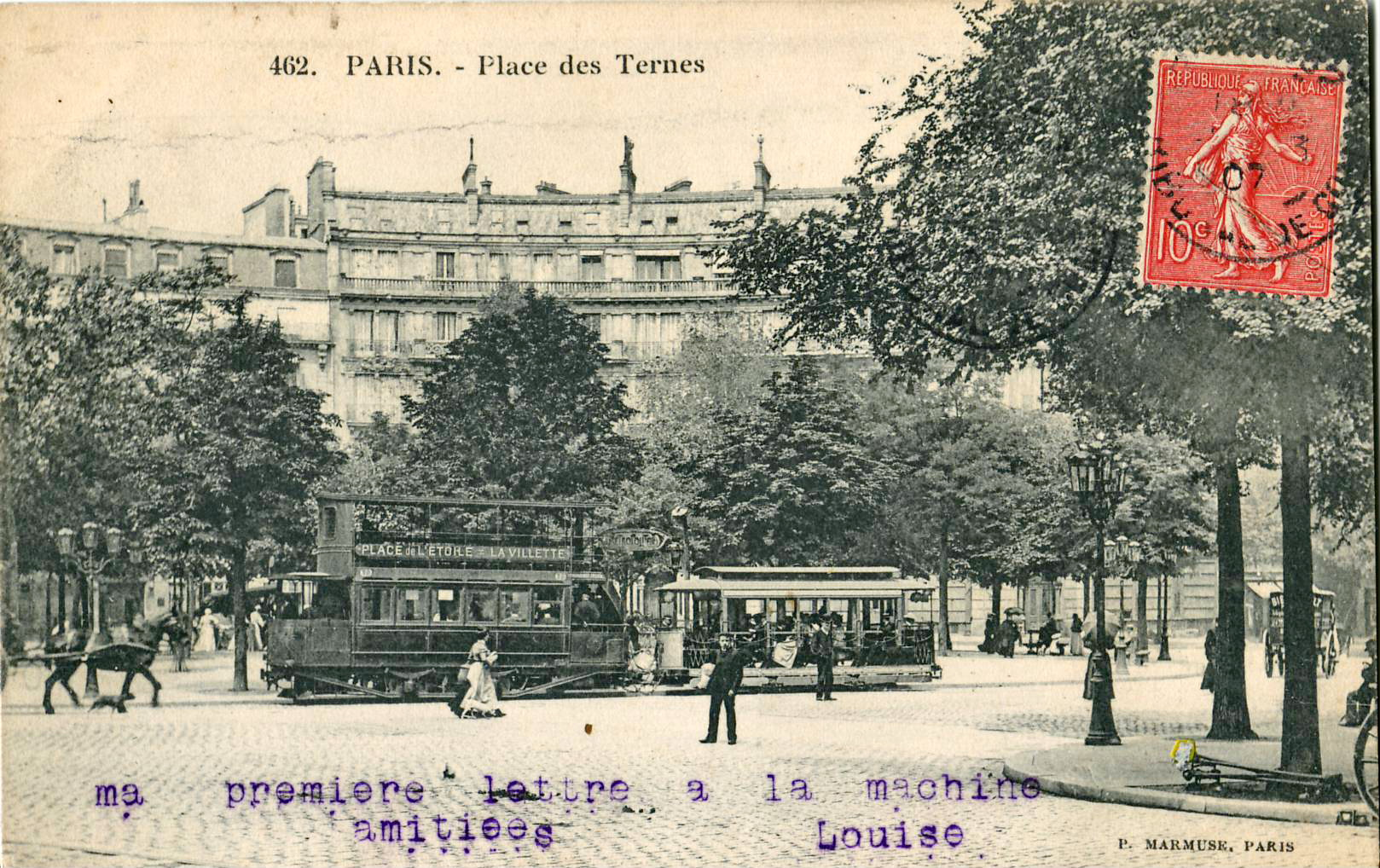
Anderer Schienenweg der CGO vor der Metrostation.
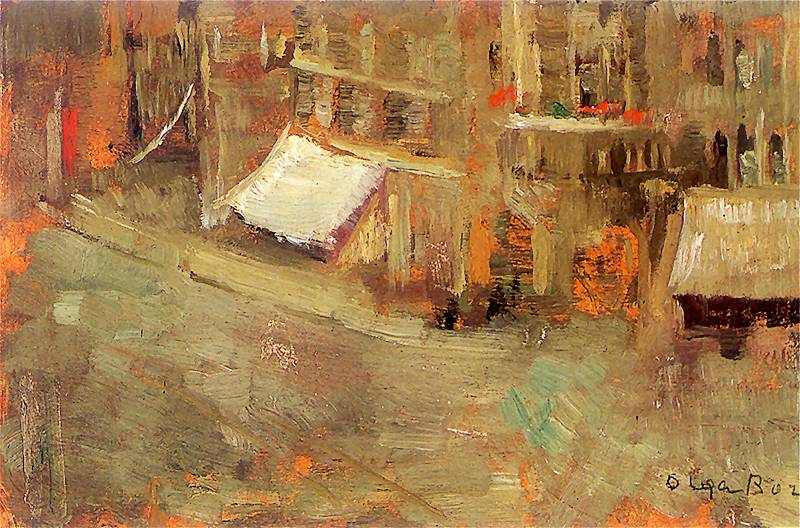
Gemälde von Olga Boznańska Place des Ternes (1903).

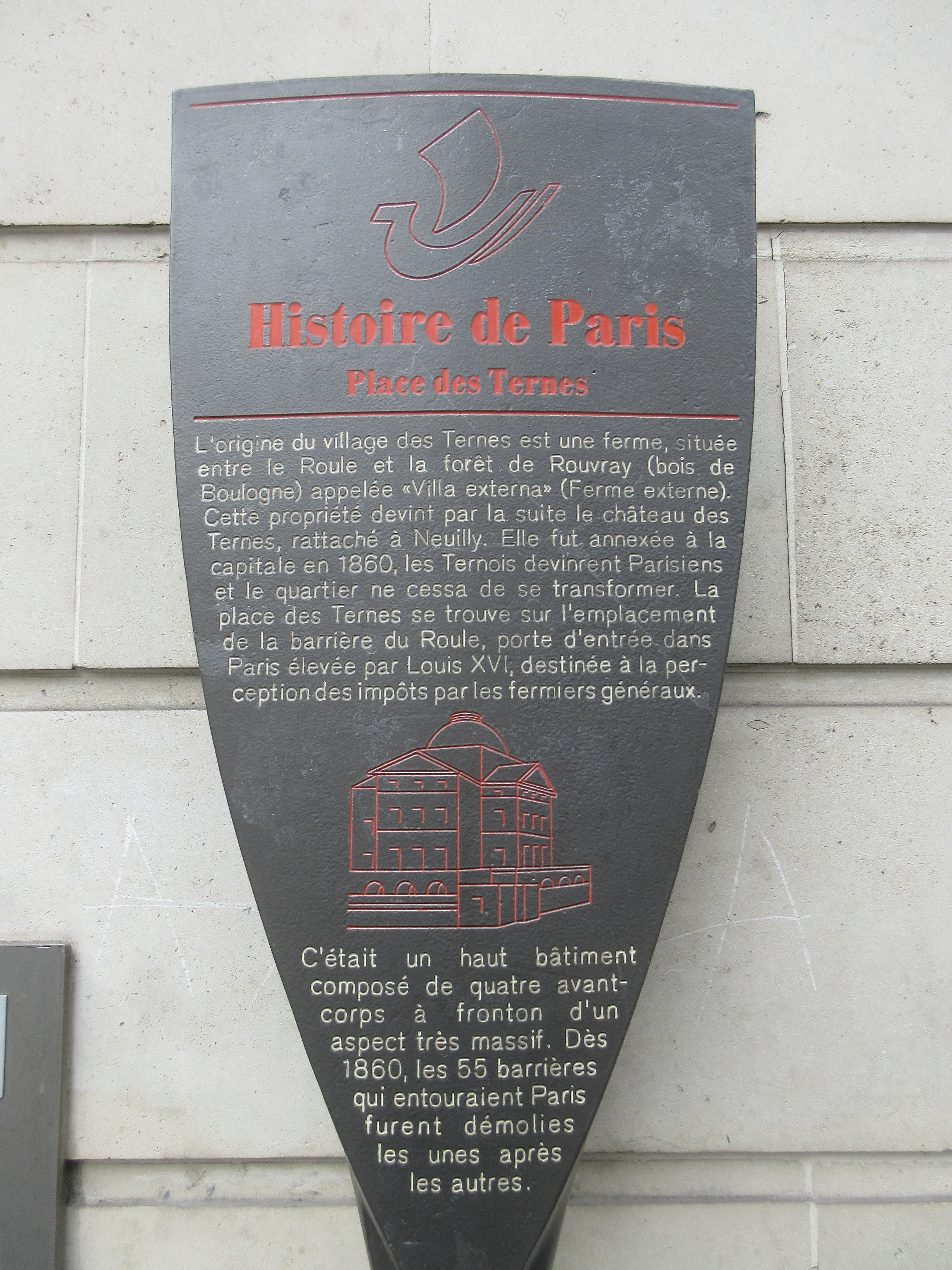
Orientierungstafel
«Place des Ternes»

## Namensursprung und Geschichte
Der Name leitet sich von der Nachbarschaft zur „Avenue des Ternes“ ab, die früher im Weiler des Ternes (heute Quartier des Ternes) lag.
Der Platz wurde 1893 angelegt und übernahm ein Teil der Avenue de Wagram. Er liegt an der Stelle, an der sich die Zollstelle du Roule (französisch Barrière d’octroi du Roule) befand.

## Sehenswürdigkeiten
- Nr. 7–9: Außergewöhnliches Wohnviertel: Die Wohnanlage mit Luxusappartements wurde 1882 um eine Gartenanlage gruppiert und seit dem wenig verändert.[3]